# Ambalabe (Sava)
Ambalabe is een plaats en commune in het noorden van Madagaskar, behorend tot het district Antalaha dat gelegen is in de regio Sava. Een volkstelling schatte in 2001 het inwonersaantal op 16.250. De plaats biedt enkel lager onderwijs aan. 80% van de bevolking werkt als landbouwer, 13% houdt zich bezig met veeteelt, 5% verdient zijn brood als visser en 2% is actief in de dienstensector. De belangrijkste landbouwproducten zijn vanille, rijst en saccharum. Ambalabe heeft een rivierhaven.